# Bandera del Regne Unit
La bandera del Regne Unit, (denominada Union Jack) és una combinació de les creus dels sants patrons d'Anglaterra, d'Escòcia, i d'Irlanda del Nord, tres de les quatre regions que, amb Gal·les, formen el Regne Unit de la Gran Bretanya i Irlanda del Nord.

Esquema de la formació de la bandera del Regne Unit

La creu vermella sobre fons blanc del centre, és la de Sant Jordi d'Anglaterra. La creu en forma d'aspa blanca sobre fons blau és la creu de Sant Andreu d'Escòcia. I la creu en forma d'aspa vermella sobre fons blanc és la creu de Sant Patrici d'Irlanda.
Una versió primerenca de la bandera del Regne Unit es va establir el 1606 per una proclamació del rei Jaume VI d'Escòcia i Anglaterra. La nova bandera del Regne Unit va ser creada oficialment per una Orde en Consell de 1801, amb el seu blasó de la següent manera:
La Bandera de la Unió serà de color atzur, les Creus de Sant Andreu i Sant Patrici contracanviades per sautor, en argent i gules, aquesta última fimbriada, i coronada per la Creu de Sant Jordi de la tercera fimbriada amb sautor.
La versió final de la Bandera de la Unió va aparèixer el 1801, al produir-se la unió de Gran Bretanya amb Irlanda i va ser quan es va incloure la creu de Sant Patrici perquè amb anterioritat ja s'havien combinat les creus dels patrons d'Anglaterra i Escòcia. La creu de Sant Patrici segueix a la bandera del Regne Unit malgrat que actualment només el territori d'Irlanda del Nord forma part del Regne Unit. Cal puntualitzar que mentre que les creus de Sant Jordi i Sant Andreu tenen una vella tradició, la creu de Sant Patrici és d'invenció recent. Gal·les no està representada a la bandera de la Unió perquè, quan va aparèixer la primera versió oficial de la seva bandera, Gal·les ja s'havia unit amb Anglaterra. La bandera del País de Gal·les, un drac vermell sobre un fons blanc i verd, daten del segle xv. El drac és un símbol que probablement va ser introduït a Gran Bretanya per les legions romanes.

## Estendard Reial

Estendard Reial del Regne Unit
Estendard Reial usat a Escòcia

L'estendard del Monarca Britànic, denominat en anglès "Royal Standard" (Estendard Reial) és, com en el cas d'altres monarques i caps d'estat, la seva ensenya o bandera personal. Alguns països membres de la Mancomunitat Britànica de Nacions que han mantingut al monarca britànic com cap d'estat han adoptat el seu propis estendards reials.
En el Regne Unit, a més del monarca, altres membres de la Família Reial posseïxen estendards propis. Són variants de l'estendard reial que incorporen uns símbols heràldics anomenats Lambels.
L'estendard reial usat en els territoris d'Anglaterra, Gal·les i Irlanda del Nord és una bandera dividida en quatre quadrants. En el primer i quart quadrant figuren els elements del blasó d'Anglaterra, tres lleons grocs o daurats sobre un fons vermell. En el segon, que representa a Escòcia, pot observar-se un lleó dins d'una vora doble amb flors de llir, sobre un fons de color groc o daurat. En el tercer quadrant, per Irlanda (del Nord), apareix representada una arpa groga o daurada sobre un fons blau.
En el cas d'Escòcia el Monarca Britànic usa un Estendard compost pels mateixos elements de l'Estendard emprat a Anglaterra, Gal·les i Irlanda del Nord però s'altera l'ordre de les casernes per donar preferència a l'escocès que apareix d'aquesta forma en el primer i el quart quadrant.

## Altres banderes

Insígnia de la Royal Navy
Insígnia de la Royal Air Force
Insígnia de la Marina mercant

## Banderes històriques

Bandera de la Commonwealth d'Anglaterra (1649 - 1653)
Bandera de El Protectorat durant la dictadura de Oliver Cromwell i el seu fill (1653 - 1659)
Bandera de la Commonwealth d'Anglaterra després del restabliment de la República (1659 - 1660)
Bandera del Regne de la Gran Bretanya (1707 - 1800)
Bandera del Regne Unit de la Gran Bretanya i Irlanda, l'Imperi Britànic i de l'actual Regne Unit (1800 - actualitat)